# Нічні купання в серпні
«Нічні купання в серпні» — збірка оповідань Сергія Осоки про дитинство в українському селі, родинні історії та зв'язок поколінь. Книга була двічі видана у Видавництві Старого Лева (2016, 2022). Видання 2022 року включає 41 оповідання.

## Зміст
«Нічні купання в серпні» — є першою прозовою збіркою автора. Темою збірки є досвіди та відносини різних поколінь, від прабабів до праонуків, та те, що їх поєднує — життя в українському селі. Природа, побут, відносини з тваринами — поетично вимальовані і надають контекст життєвим історіям та переживанням старих та малих героїв оповідань.
Оповідь ведеться від першої особи, головний герой змальовує своє дитинство, дорослішання, подорожує між сьогоденням і минулим, описує історії своєї сім'ї, сусідів, знайомих і малознайомих людей. Його спогади складаються в серію портретів конкретно села (але не тільки села), які фіксують плин часу та реалій 20-го та початку 21-го сторіччя.

## Назва збірки
Назвою збірки взяте одне з оповідань «Нічні купання в серпні», яке описує емоційну та тілесну складову підліткового кохання між оповідачем та його подругою:
– Слухай, пішли купатись, — говориш пошепки, коли Павла вже немає, говориш на дуже глибокого видиху, і я розумію, що ти вже розумієш.
Ми йдемо. Вітер дужчає і щомиті переломлює твоє дихання навпіл, як гілку. Мені тебе вже майже не чути. Мені тебе вже майже не шкода…

<…>
Купаємося голі. Як і завжди, коли вдвох. З того самого дня, коли вперше. Тільки, роздягаючись, я знаю, що мені вже не кортітиме так пекельно після купання повести тебе до нас додому, показати тобі свою кімнату, свою канапу, кинути тебе на подушки, або й не кидати, а крутити якусь свою музику, згадувати щось своє, слухати твоє і запевняти себе, що ми з тобою дуже схожі, а потім цілуватися, а на світанку навіть витирати сльози замилування, проводжаючи тебе до хвіртки.

<…>
А зараз ми беремося за руки й ідемо до води. У тілі легко й гірко — так, наче з нього виростає верболіз. Вода обпікає нас, і ми смикаємося, сміємося, обхоплюємо одне одного ногами, руками, сплітаємось, пливемо проти течії чимось востаннє вже одним. Я підважую твої груди, й цілую їх, і злизую з них воду, а ти відкидаєш голову назад і дихаєш так, як ніколи більше. Твої лопатки блискотять у воді, мов дві рибини, я ловлю їх, я ловлю твої гарячі стегна, хапаю зубами твої мокрі пасма, як сіті, що вже майже мене відпустили…''

## Відзнаки
Оповідання «Балада про квашені помідори» було включено в список 30 найкращих оповідань незалежної України (2021).